# Kaunas län
Kaunas är ett län i centrala Litauen. Totalt har länet 670 546 invånare och en yta på 8 090 km². Huvudstaden är Kaunas.

## Historia
Länet har bildats ur delar från de forna ryska guvernementen Kovno, Vilna och Suvalki.
I staden Jonava i länet Kaunas rämnade i mars 1989 en tank med ammoniak vid en fabrik som tillverkade handelsgödsel. 7000 ton kondenserad ammoniak släpptes ut. Vid denna olycka omkom sju personer, 57 skadades och 32 000 personer evakuerades.